# 南仁五月茶
南仁五月茶（学名：Antidesma hiiranense）为大戟科五月茶屬下的一个种。

## 扩展阅读
- 維基物種上的相關：南仁五月茶